# Another Part of Me
Another Part of Me (Otra parte de mí) es una canción del artista estadounidense Michael Jackson. Producido por Quincy Jones (y coproducido por Jackson), fue lanzado como el sexto single el 11 de julio de 1988 para el séptimo álbum de estudio del cantante, Bad (1987). La canción fue presentada originalmente en la película 3D de Jackson capitán EO. Es la sexta canción del álbum. La canción también apareció como un ataque de baile y canción de nivel para las revisiones posteriores del videojuego de Moonwalker de Michael Jackson (originalmente la primera revisión usó extractos de Thriller).
Al igual que con canciones anteriores en su carrera como "Can You Feel It" y "We Are the World", las letras hacen hincapié en la unidad global, el amor y el alcance.
La canción también se presentó en el tráiler de la película de Jackson 1988 Moonwalker.
En julio de 2009, una pequeña parte de la canción ha sido utilizada por la cantante Madonna como un tributo durante la segunda etapa de su Sticky & Sweet Tour. Un imitador de Jackson realizó sus movimientos de la firma, mientras bailando a un medley de canciones de Jackson.
De acuerdo con Quincy Jones en una entrevista que se presentó en la edición especial de 2001 Bad, Jackson quería incluir "Streetwalker" en lugar de "Another Part Of Me". Sin embargo, después de que el mánager Frank DiLeo fuera capturado bailando junto a la canción, se decidió que "Another Part of Me" aparecería en el álbum. "Streetwalker" fue lanzado más adelante en la edición especial 2001 y el segundo disco del reimpresión del 25to aniversario.

## Video musical
Un video oficial fue lanzado en 1988, dirigido por Patrick Kelly, con Jackson interpretando la canción en vivo durante su Bad World Tour. Fue filmado el 16 de julio en el Estadio de Wembley con una banda sonora mezclada con grabaciones multipistas en directo tomadas el mismo día, con imágenes adicionales del 27 al 28 de junio en el Parc des Princes de París, Francia. Se presenta en el DVD Michael Jackson's Vision y el DVD de la versión Target de Bad 25.

## Mixes
7"
1. Another Part of Me (Single Mix) – 3:46
2. Another Part of Me (Instrumental) – 3:46

12" Sencillo y Disco – CD Maxi
1. Another Part of Me (Extended Dance Mix) – 6:18
2. Another Part of Me (Radio Edit) – 4:24
3. Another Part of Me (Dub Mix) – 3:51
4. Another Part of Me (A Cappella) – 4:01

Estados Unidos (Promo Sencillo en CD)
1. Another Part of Me (Single)
2. Another Part of Me (Extended Dance Mix)
3. Another Part of Me (Radio Edit)
4. Another Part of Me (Dub Mix)
5. Another Part of Me (A Cappella)

- Datos: Q568085